# 黑脸厚嘴雀属
黑脸厚嘴雀属（学名：Caryothraustes）是主红雀科下的一个属。

## 下属物种
本属包括以下物种：
- 黄绿厚嘴雀 Caryothraustes canadensis (Linnaeus, 1766)
- Caryothraustes poliogaster (Du Bus de Gisignies, 1847)